# Telstar (Joe Meek)
Telstar is een instrumentaal nummer van The Tornados dat werd gecomponeerd door de Brit Joe Meek. Het is een van vroege nummers uit de elektronische rock.
De single kwam in 1962 uit en bereikte nummer 1 in Vlaanderen, het Verenigd Koninkrijk en de Verenigde Staten. Ook kwamen twee covers daarna nog in Amerikaanse hitlijsten te staan. Wereldwijd gingen er vijf miljoen platen over de toonbank.
Sinds de oprichting in 1963 van de profvoetbalclub Telstar uit IJmuiden wordt dit nummer als begintune gebruikt bij een thuiswedstrijd. Het werd tientallen malen gecoverd, waaronder als begintune van het Vlaamse televisieprogramma Willy's en Marjetten uit 2006.

## Singleversies
Het verscheen in 1962 op twee verschillende singles. Op de standaardversie verscheen Jungle fever op de B-kant. Daarnaast kwamen ep's uit met twee nummers op de A- en twee op de B-kant, waarbij de volgorde niet in elk land gelijk was. De drie bijgeleverde nummers waren Popeye twist, Love and fury en Jungle fever. Ook verscheen het dat jaar op de elpee The original Telstar - The sounds of the tornadoes.

## Slepende rechtszaak
Een paar maanden nadat Telstar was uitgebracht, beweerde de Franse filmcomponist Jean Ledrut (1903-1982) dat Meek vier fragmenten uit zijn soundtrack voor Austerlitz (1960) had gebruikt. Meek kende de film niet en nam de bewering niet serieus. Als gevolg begon Ledrut een rechtszaak tegen Meek, waarop British Copyright Protection Society procedureel de opbrengsten van de auteursrechten van Meek bevroor.
Uiteindelijk oordeelden de rechters dat er geen intentie tot plagiaat was geweest. Ledrut ontving hierdoor een deel van de opbrengsten, namelijk 8500 pond (omgerekend ca. 235.000 euro, equivalent in 2006). Drie weken voordat het vonnis werd uitgesproken pleegde Meek echter zelfmoord, waardoor hij nooit van zijn opbrengsten heeft kunnen profiteren.

## Hitnoteringen

### Nederland en Vlaanderen
| Telstar in de Top 10 (Nederland) van 22-12-1962 t/m 23-02-1963 | Telstar in de Top 10 (Nederland) van 22-12-1962 t/m 23-02-1963 | Telstar in de Top 10 (Nederland) van 22-12-1962 t/m 23-02-1963 | Telstar in de Top 10 (Nederland) van 22-12-1962 t/m 23-02-1963 | Telstar in de Top 10 (Nederland) van 22-12-1962 t/m 23-02-1963 | Telstar in de Top 10 (Nederland) van 22-12-1962 t/m 23-02-1963 | Telstar in de Top 10 (Nederland) van 22-12-1962 t/m 23-02-1963 | Telstar in de Top 10 (Nederland) van 22-12-1962 t/m 23-02-1963 | Telstar in de Top 10 (Nederland) van 22-12-1962 t/m 23-02-1963 | Telstar in de Top 10 (Nederland) van 22-12-1962 t/m 23-02-1963 | Telstar in de Top 10 (Nederland) van 22-12-1962 t/m 23-02-1963 | Telstar in de Top 10 (Nederland) van 22-12-1962 t/m 23-02-1963 |
| Week                                                           | 1                                                              | 2                                                              | 3                                                              | 4                                                              | 5                                                              | 6                                                              | 7                                                              | 8                                                              | 9                                                              | 10                                                             |                                                                |
| -------------------------------------------------------------- | -------------------------------------------------------------- | -------------------------------------------------------------- | -------------------------------------------------------------- | -------------------------------------------------------------- | -------------------------------------------------------------- | -------------------------------------------------------------- | -------------------------------------------------------------- | -------------------------------------------------------------- | -------------------------------------------------------------- | -------------------------------------------------------------- | -------------------------------------------------------------- |
| Positie                                                        | 3                                                              | 5                                                              | 5                                                              | 5                                                              | 5                                                              | 8                                                              | 8                                                              | 8                                                              | 8                                                              | 8                                                              | uit                                                            |

| Telstar in de Top 20 (Vlaanderen) van 01-10-1962 t/m 01-02-1963 | Telstar in de Top 20 (Vlaanderen) van 01-10-1962 t/m 01-02-1963 | Telstar in de Top 20 (Vlaanderen) van 01-10-1962 t/m 01-02-1963 | Telstar in de Top 20 (Vlaanderen) van 01-10-1962 t/m 01-02-1963 | Telstar in de Top 20 (Vlaanderen) van 01-10-1962 t/m 01-02-1963 | Telstar in de Top 20 (Vlaanderen) van 01-10-1962 t/m 01-02-1963 | Telstar in de Top 20 (Vlaanderen) van 01-10-1962 t/m 01-02-1963 |
| Week                                                            | okt                                                             | nov                                                             | dec                                                             | jan                                                             | feb                                                             |                                                                 |
| --------------------------------------------------------------- | --------------------------------------------------------------- | --------------------------------------------------------------- | --------------------------------------------------------------- | --------------------------------------------------------------- | --------------------------------------------------------------- | --------------------------------------------------------------- |
| Positie                                                         | 13                                                              | 1                                                               | 4                                                               | 8                                                               | 19                                                              | uit                                                             |

### Andere landen
| Land                       | piekpositie | aantal weken |
| -------------------------- | ----------- | ------------ |
| Verenigd Koninkrijk        | 1           | 25           |
| Verenigde Staten (Hot 100) | 1           | 16           |
| Noorwegen                  | 3           | 6            |
| Duitsland                  | 6           | 5            |

### NPO Radio 2 Top 2000
| Nummer met noteringen in de NPO Radio 2 Top 2000 | '99  | '00  | '01  | '02  | '03  | '04  | '05  |
| ------------------------------------------------ | ---- | ---- | ---- | ---- | ---- | ---- | ---- |
| Telstar                                          | 1553 | 1865 | 1431 | 1604 | 1607 | 1908 | 1994 |

1. ↑  Een vetgedrukt getal geeft de hoogste notering aan.
2. ↑  Deze tabel is bijgewerkt tot en met de laatste editie (2024).

## Margie Singleton
Joe Meek voorzag het lied van een tekst en het lied werd in december 1962 met de titel Magic star uitgebracht door Kenny Hollywood. Hij had er geen hit mee.
Covers
Dat was anders voor Margie Singleton die het dezelfde maand nog coverde met een countryrockversie die op nummer 124 van de poplijst van Billboard terechtkwam. Ze bracht de single uit met The Merry Melody Singers. Bill Justis leverde het arrangement, inclusief een zangkoor, violen en het ritme van een stoomlocomotief. Op de B-kant van de single verscheen het nummer Only your shadow knows.
Een jaar later verscheen er nog een versie van Bobby Rydell en nog vertalingen naar Une étoile en plein jour (1962) en Irgendwann erwacht ein neuer Tag (1963). De Franse versie werd vertaald door Jacques Plante en voor het eerst uitgebracht door Les Compagnons de la chanson. De Duitse vertaling stamt van Carl Ulrich Blecher en werd voor het eerst uitgebracht door Camillo Felgen. Deze versies bereikten geen hitnoteringen.

## Apollo 100
In 1972 verscheen er een cover van Apollo 100 op een single. Dit is eveneens een instrumentale versie, waarbij de hoofdpartij op een orgel wordt begeleid door andere instrumenten waaronder in het midden een distortiongitaar en een hoorn, en op het eind de stem van een achtergrondzanger.
Op de B-kant staat Minuet for a funky lady. De single belandde in de Verenigde Staten op nummer 39 van de adult contemporary van Billboard.

## Andere covers
In de loop van de jaren coverden tientallen artiesten dit nummer. Naast de bovenstaande artiesten en een reeks andere artiesten kwamen die bijvoorbeeld van The Spotnicks (1962), The Ventures (1963), Hot Butter (1972), The Shadows (1981) en Bill Frisell (2014).